# Port de Bruges-Zeebruges
Le port de Bruges-Zeebruges (en néerlandais, haven van Brugge-Zeebrugge) est un port belge, situé sur le littoral de la mer du Nord en Région flamande. Il est l'un des ports les plus importants d'Europe.

## Généralités
Au Moyen Âge, on ne trouvait à l'emplacement de l'actuel Zeebruges que quelques fermes dispersées. Le port voit le jour pour permettre à Bruges d'avoir un débouché sur la mer après l'ensablement définitif du Zwin. Relié à la ville de Bruges par le canal Baudouin (1896-1907), Zeebruges devient alors le principal port de pêche de la côte belge. Les péniches y sont toutefois gênées par un nombre important de portes d'écluses. Un second canal, plus petit relie Bruges et Ostende. Le port deviendra ensuite également un port pétrolier et méthanier et le lieu d'arrivée des navettes trans-manche avec l'Angleterre.

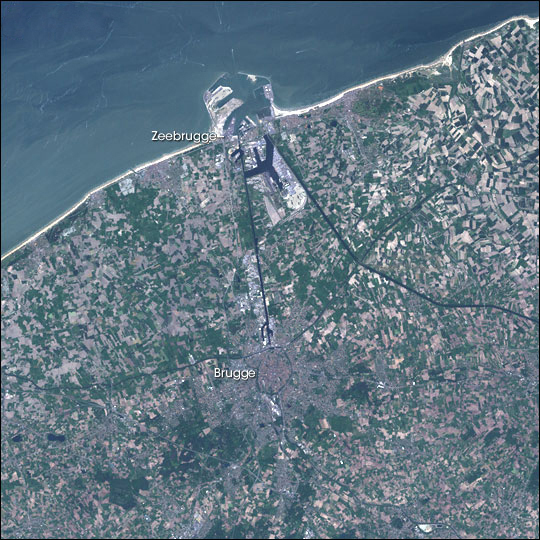
Photographie satellite de Bruges et du port de Zeebruges.

Ses principaux avantages sont sa position géographique en mer du Nord, au débouché du pas de Calais et à proximité de l'Angleterre et son accessibilité en eau profonde. Il a des connexions autoroutières, ferroviaires et fluviales avec beaucoup de pays nord-européens.

## Histoire

### Origine du port

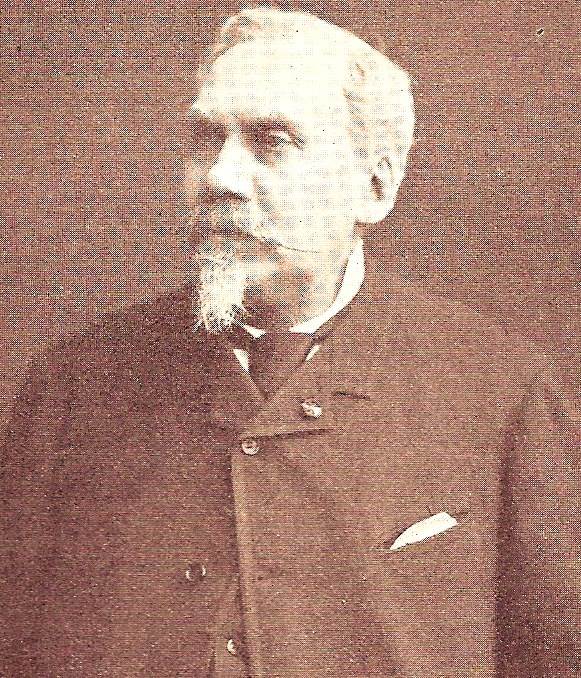
Auguste de Maere, père de Zeebruges.

Auguste de Maere, né à Saint-Nicolas le 30 janvier 1826, obtient son diplôme d'ingénieur à la prestigieuse École Centrale des Arts et Manufactures de Paris, le 15 août 1845, à l'âge de 19 ans. Échevin de la ville de Gand, il avait présenté en 1870 un projet de canal reliant sa ville à la mer du Nord. Son projet ayant été rejeté, il donne sa démission et se met à réfléchir sur les meilleurs moyens de relever l'économie des provinces flamandes.
En novembre 1877, il publie une brochure intitulée : « D'une communication directe de Bruges à la mer ». Ce projet prévoyait la création d'un port entre Heyst et Blankenberge, protégé par deux digues massives s'avançant jusqu'à 900 mètres en haute mer. Ce port devait être relié à Bruges par un canal à grande section.
En février 1880 est fondé un cercle « Bruges, port de mer » pour soutenir le « Projet de Maere ». Après 15 années le tractations intenses, la loi permettant de financer le complexe portuaire de Bruges-Zeebruges est enfin votée à la Chambre des représentants, le 23 août 1895. Les grands travaux de construction du port commencent en 1896 et sont terminés en 1907. Le 16 mars 1896, le roi Léopold II concède à l'ingénieur Auguste de Maere, pour avoir si bien honoré son pays, le titre de baron.

### Durant la Première Guerre mondiale

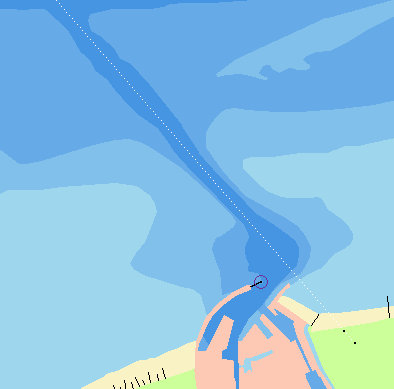
Axe du chenal d'entrée.

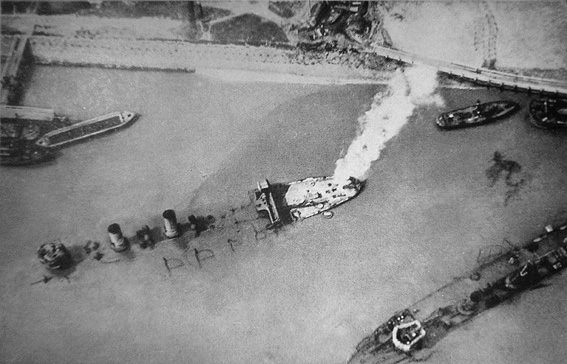
Carcasses de l’Intrepid et de l’Iphigenia, vue aérienne.

En 1918, Zeebruges est bien reliée à Bruges, par un canal achevé en 1908, qui met Bruges en contact avec la Manche et la mer du Nord. Ceci en fait un site d'enjeu stratégique pour l'armée allemande.
Faute de port naturel dans cette région, les ingénieurs belges ont dû construire une longue jetée (môle) en forme d'arc pour protéger le port des tempêtes et de la houle. À l'époque ce môle est le plus long au monde.
L'armée allemande investit le port dès 1914 et le transforme en base de sous-marins avec un accès direct à la nouvelle base de sous-marins, fortifiée, à Bruges.
Le port était notamment protégé par plusieurs centaines de canons lourds répartis le long du littoral de Zeebruges à Ostende. Le môle était transformé en forteresse, protégée par un millier d'hommes.
Le port sera finalement attaqué par les Britanniques le 23 avril 1918 par une attaque éclair portant le nom de code Opération Zo (Zo pour Zeebruges - Ostende), mais plus connue sous le nom de raid sur Zeebruges. Ce raid conduit par la Royal Navy et les Royal Marines visait à bloquer l'accès depuis et vers le port, en coulant délibérément les navires chargés de béton pour bloquer l'entrée du canal, empêchant ainsi son utilisation par les navires allemands et des sous-marins. Cette opération a nécessité la production d'un immense mur de fumée, et la destruction de l'accès à la jetée, grâce à un sous-marin conduit par six volontaires qui l'ont placé sous les superstructures de l'accès au môle, avant de le faire exploser.

### Reconstruction et entre deux-guerres
Le port servira, durant la reconstruction, au rassemblement des munitions immergées, non explosées, collectées en Belgique et amenées à Zeebruges pour être entreposées provisoirement dans les dunes.

### Histoire récente
Ce port a fait partie des ports qui ont connu un développement rapide dans la zone Hambourg - Le Havre, grâce à leur proximité avec le centre économique nord-européen. Il a développé une infrastructure moderne, développée pour faire face aux navires rouliers et aux navires porte-conteneurs.
Zeebruges est l'un des plus importants terminaux européens pour le gaz et pour les importations de gaz naturel liquéfié.
C'est le premier port au monde pour le transport des voitures neuves, avec en 2008 plus de 2 126 143 unités. C'est un port européen pour le trafic de roulage non accompagné. Il y a 13 lignes fixes au départ de Zeebruges vers 14 ports du Royaume-Uni avec jusqu'à 20 départs par jour, dont sept uniquement pour Londres. Les autres lignes sont à destination de la Scandinavie et les pays de l'Europe méditerranéenne dont l'Espagne, le Portugal ou la Turquie.

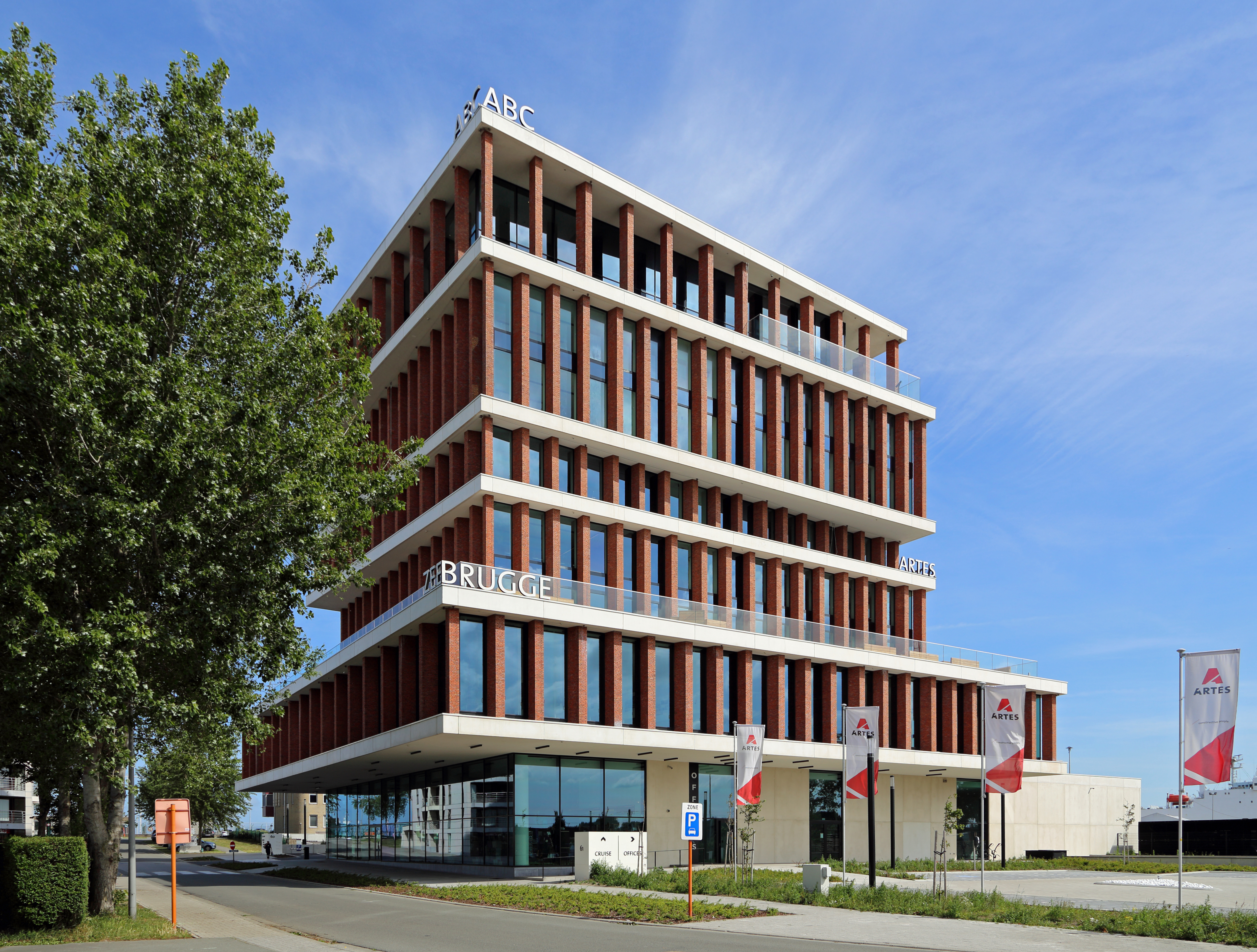
Le nouveau terminal pour voyageurs de croisières

Zeebruges dispose de 23 quais pour l'amarrage des navires de roulage, la capacité totale de chargement et de déchargement est de 3 500 camions toutes les 24 heures, soit plus d'un million par an.
Une étude de viabilité économique d'une fusion entre le port de Zeebruges et celui d'Ostende est en cours en 2009. Mais début 2021, le port fusionne finalement avec le port d'Anvers sous la dénomination "Port of Antwerp-Bruges".
Zeebruges s'est aussi récemment affirmé comme port de croisière, permettant notamment un accès aisé aux villes historiques flamandes telle que Bruges. Le nombre de navires de croisière qui y accostent augmente chaque année. La construction d'un terminal pour voyageurs de croisières en 2018 s'inscrit dans cette évolution.

## Base navale
Le port de Zeebruges abrite la plus importantes bases navales de la marine belge: la base navale de Zeebruges où sont stationnés la plupart des navires belges.

## Accidents
- Le 6 mars 1987, le ferry Herald of Free Enterprise (de la compagnie Townsend-Thoresen) prend l'eau juste à la sortie du port, en raison d'une porte mal fermée, qui l'a rendu instable. 193 passagers périssent dans le naufrage.

## Prononciation
Pour ce qui est de la prononciation : Zeebruges, en français, se prononce comme le nom de la ville de Bruges. Par contre, Zeebrugge se prononce, en néerlandais, comme Brugge, (nom néerlandais de cette même ville) : la dernière syllabe se prononce approximativement « ghe » et non comme « je » (le pronom de la première personne en français). Des confusions sont cependant très fréquentes à ce sujet.

## Opposition
Georges Rodenbach, poète symboliste et romancier belge du XXe siècle, s'était à l'époque opposé au projet de recréer le Zeebruges, en réaction aux mécanismes de la société moderne.

## Galerie

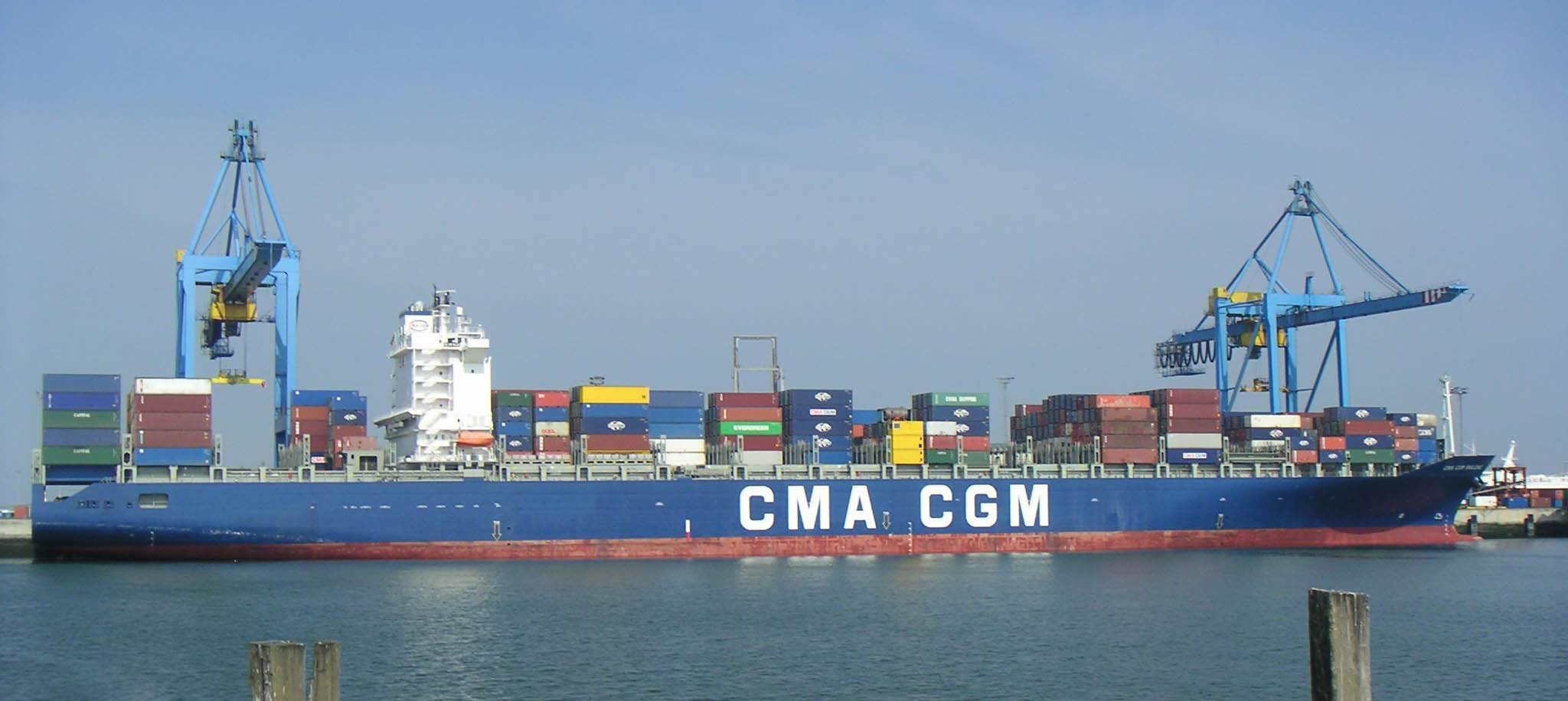
Porte-conteneurs CMA CGM Balzac au PSA HNN-Terminal.
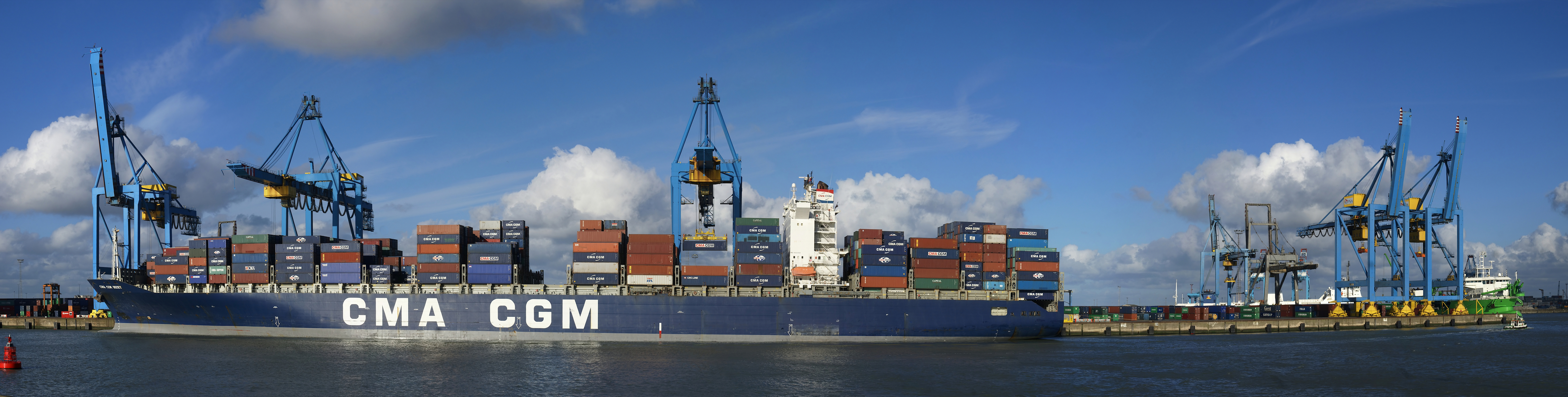
Porte-conteneurs CMA CGM Bizet au PSA HNN-Terminal.
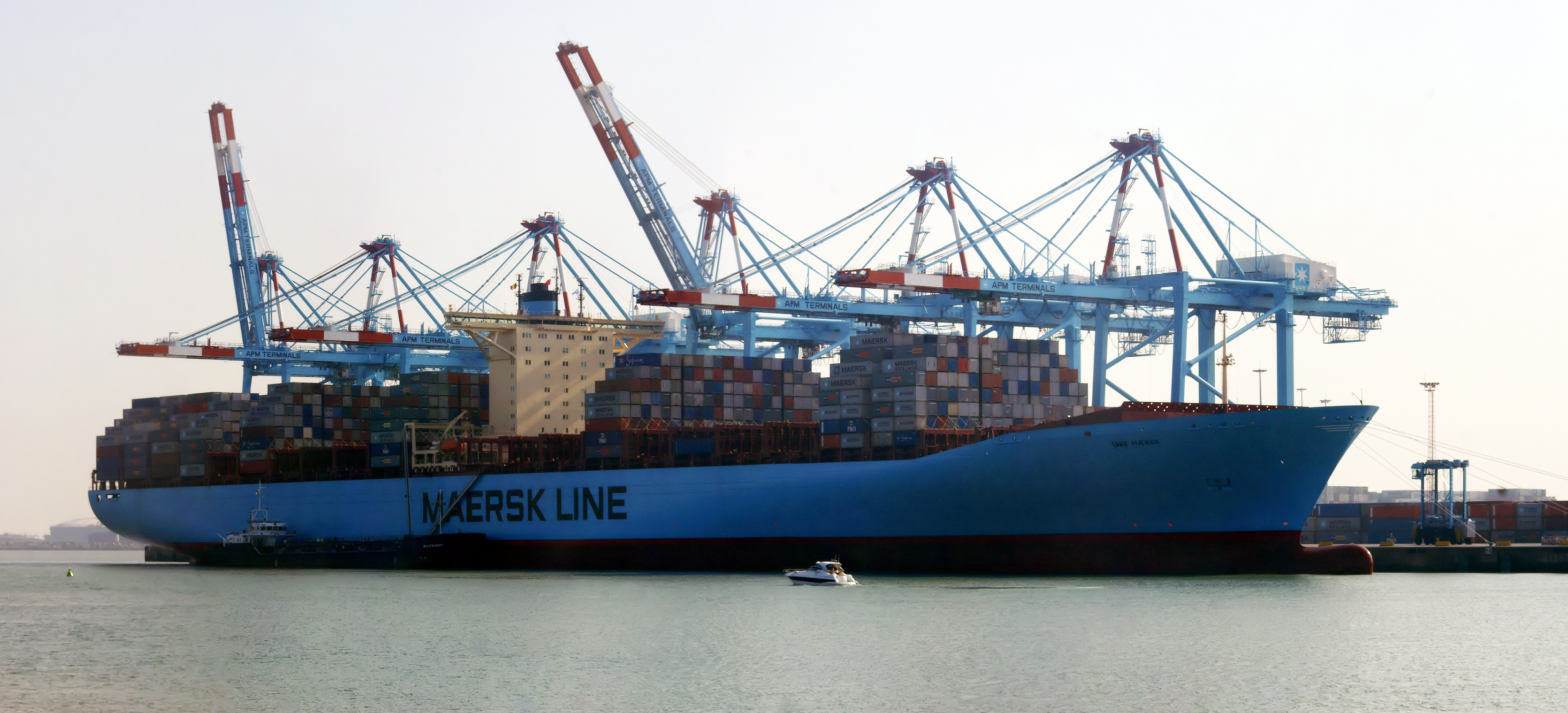
L'Elly Mærsk, ici à Zébruges, l'un des porte-conteneurs les plus grands du monde.
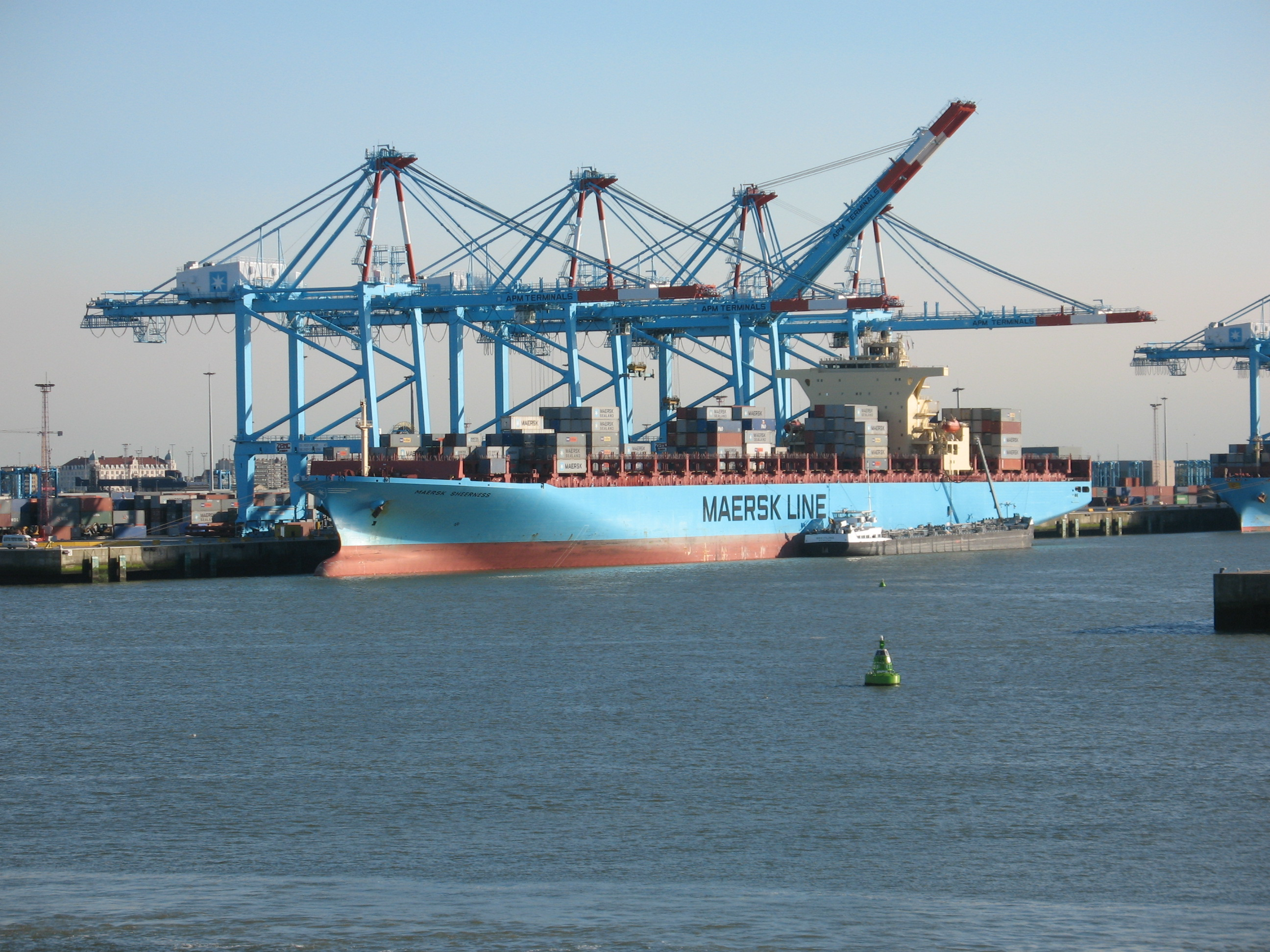
Porte-conteneurs de Mærsk.
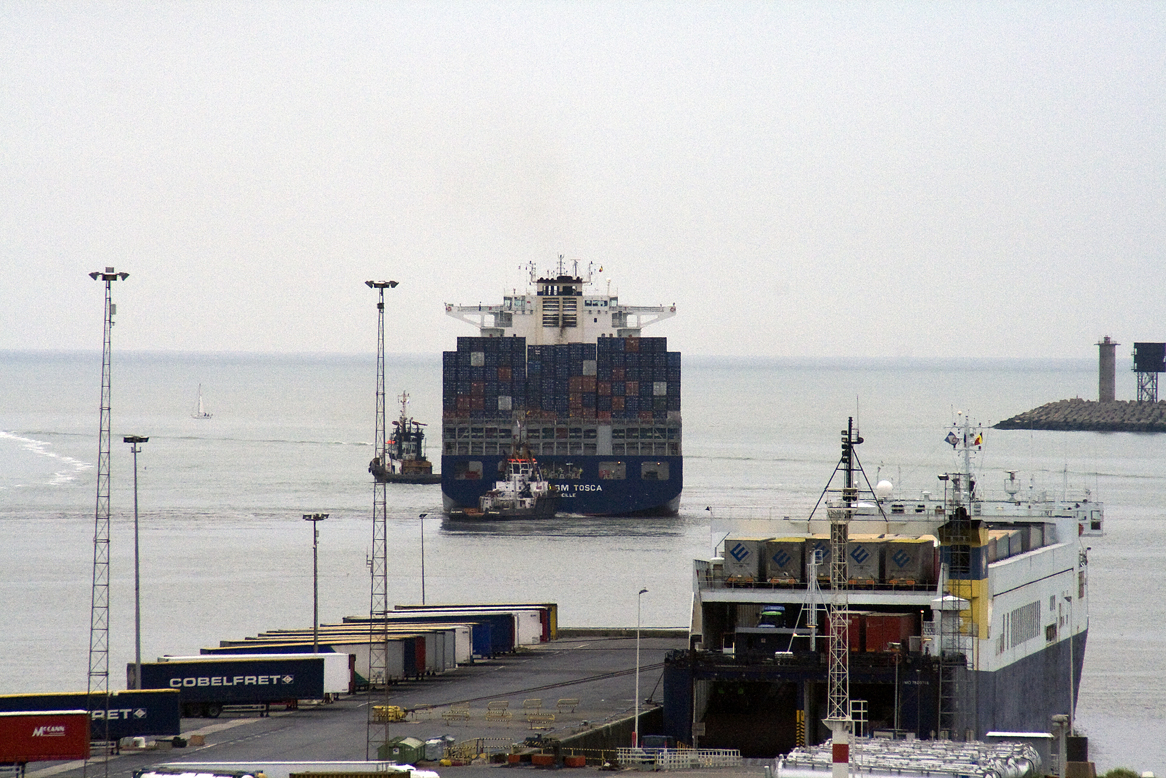
Porte-conteneurs prenant la mer.
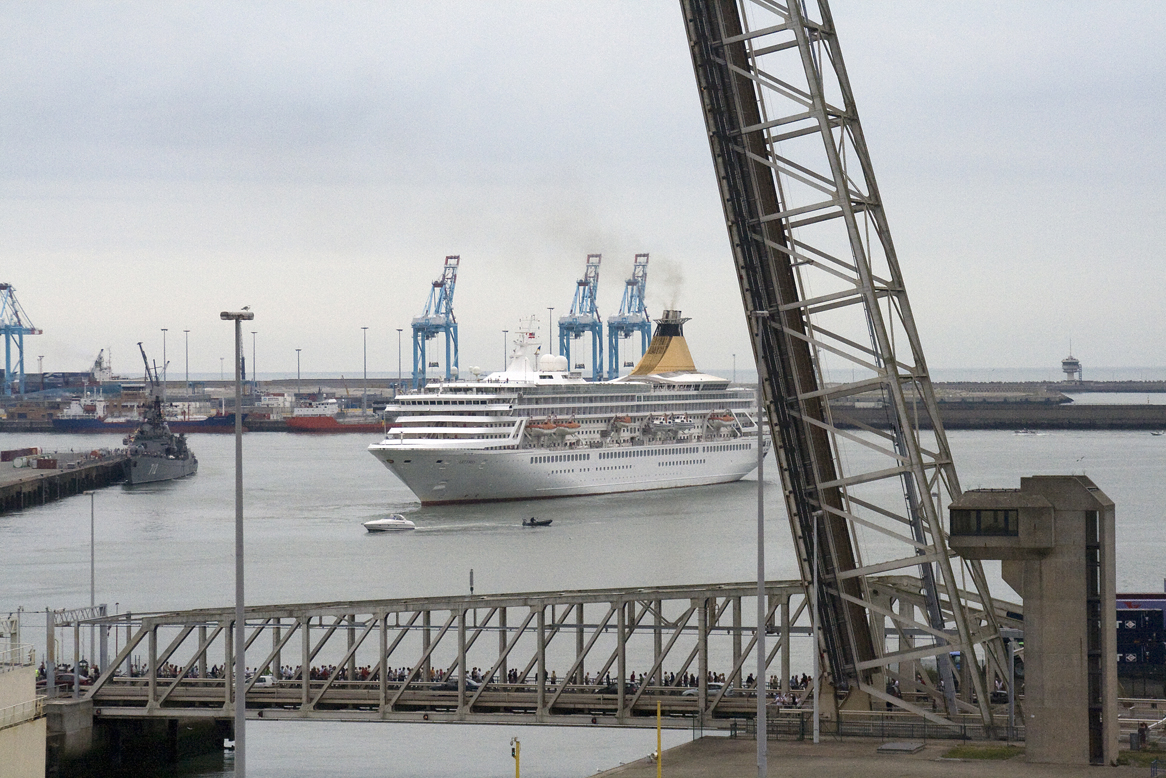
Bateau de croisière prenant la mer.
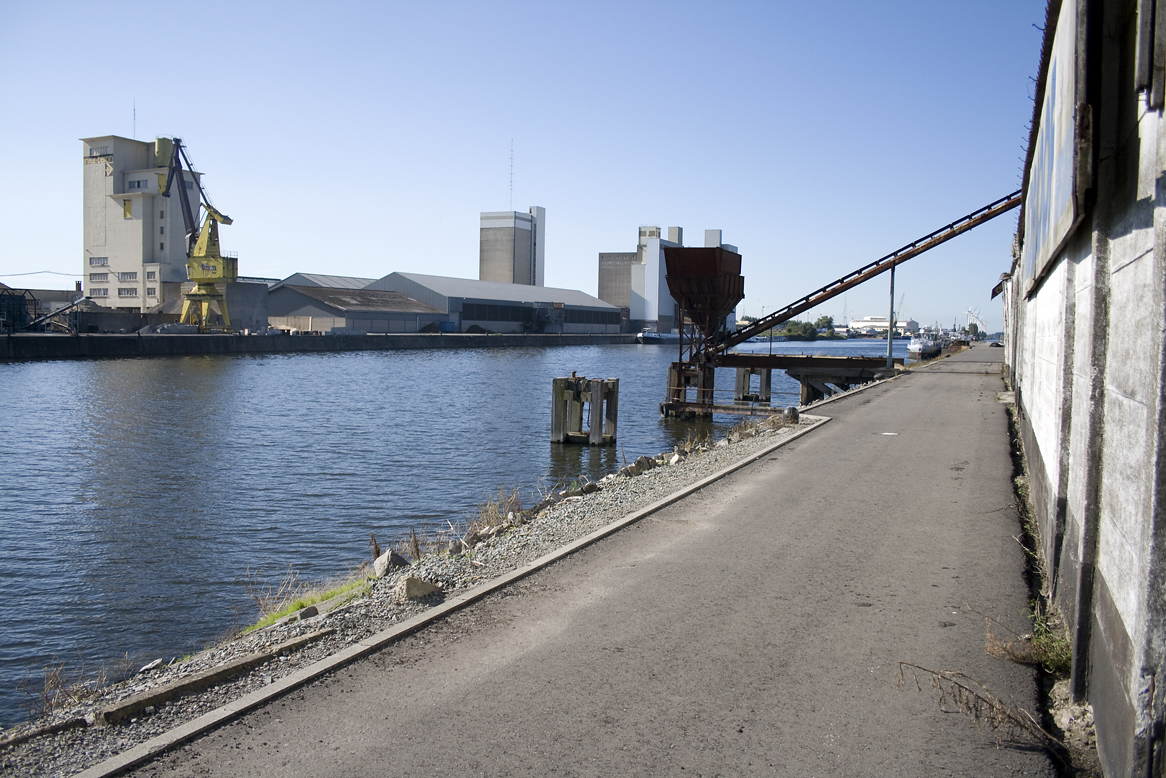
Le dock Emile Cousin dans le port fluvial à Bruges.
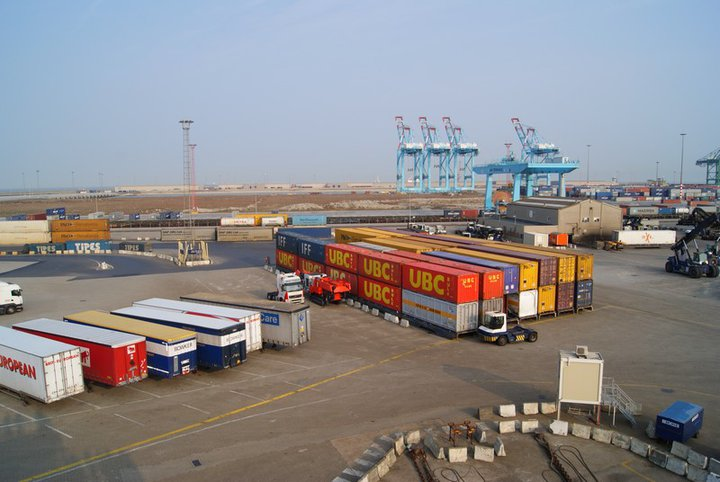
Une partie d'un terminal conteneurs.